# خانه رفعت افرا
خانه رفعت افرا مربوط به دوره قاجار است و در بافت قدیم شیراز، محله بی بی دختران، کوچه مهندسی پلاک ۴۵ واقع شده و این اثر در تاریخ ۱۰ خرداد ۱۳۸۲ با شمارهٔ ثبت ۸۹۹۱ به‌عنوان یکی از آثار ملی ایران به ثبت رسیده است.